# حجاری‌های سنگی آلتا
حجاری‌های سنگی آلتا (Helleristningene i Alta) در شهرداری آلتا، بخش فینمارک در شمال نروژ واقع شده‌است. از زمان کشف اولین حجاری‌ها در سال ۱۹۷۳، بیش از ۶۰۰۰ حکاکی در چندین مکان در اطراف آلتا یافت شده‌است. بزرگترین محلی که کشف شده‌است در جیپمالوکاتا در حدود ۵ کیلومتری آلتا وجود دارد و حاوی هزاران اثر حک شده مجزا است و به موزه ای در فضای باز تبدیل شده‌است. این مکان تاریخی فرهنگی به همراه مکان‌های دیگر از جملهStorsteinen , Kåfjord , Amtmannsnes و Transfarelv در تاریخ ۳ دسامبر ۱۹۸۵ در فهرست میراث جهانی یونسکو قرار گرفتند. این تنها میراث جهانی پیش از تاریخ نروژ است.

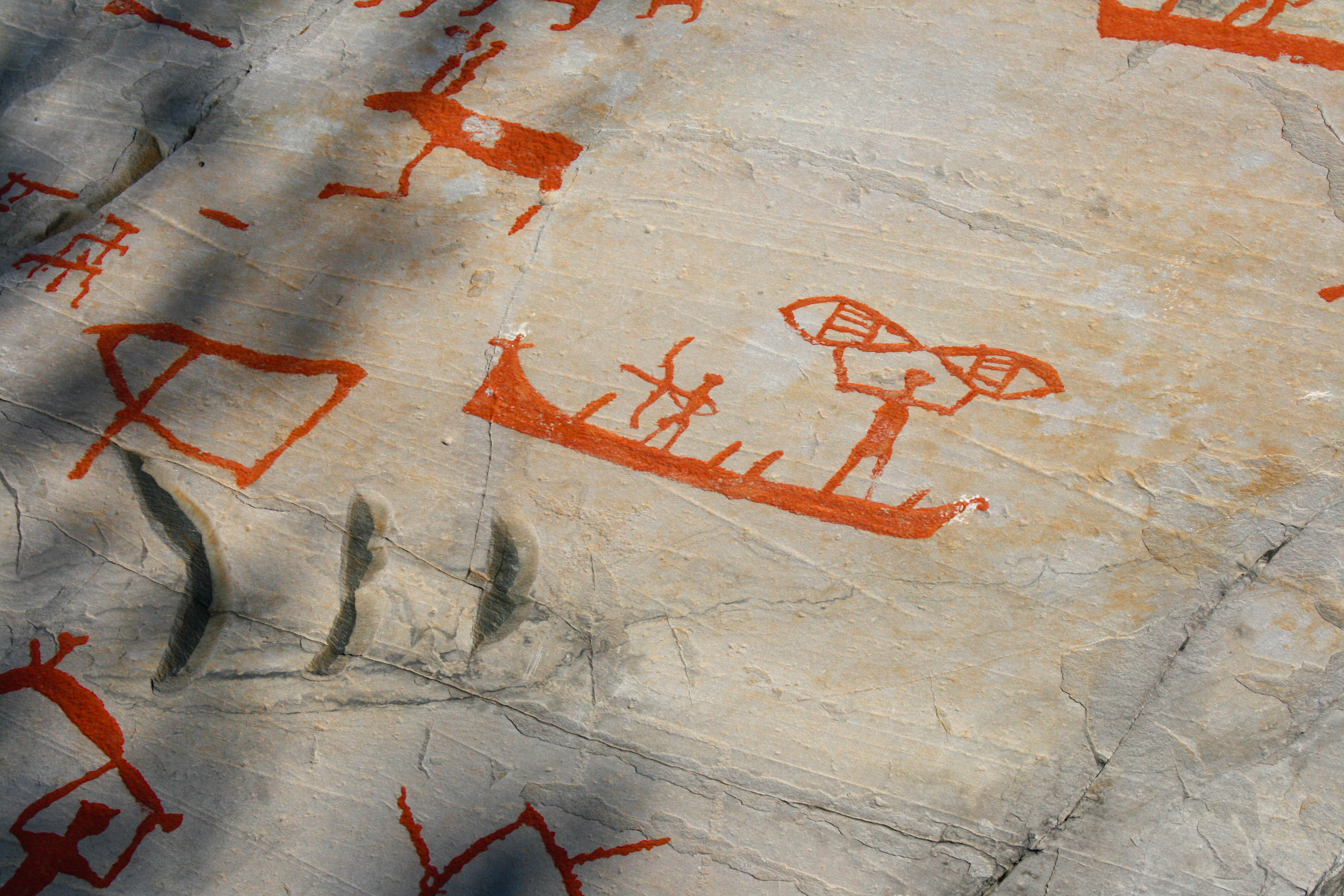
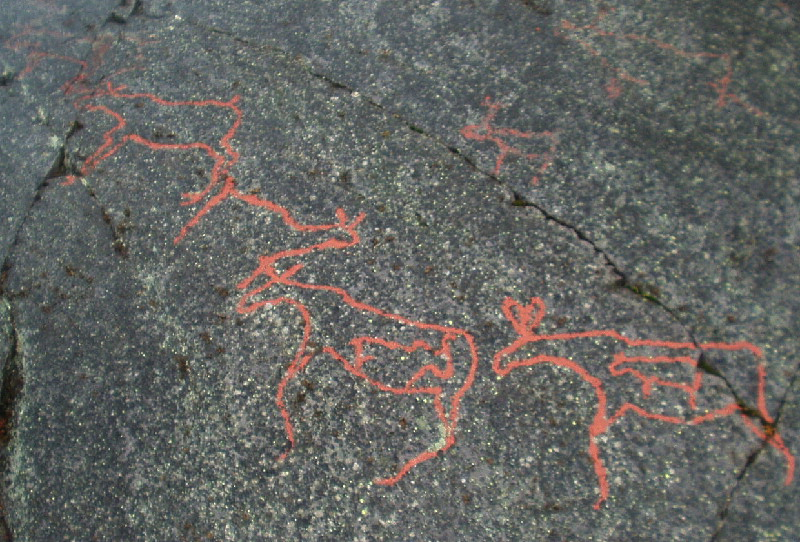
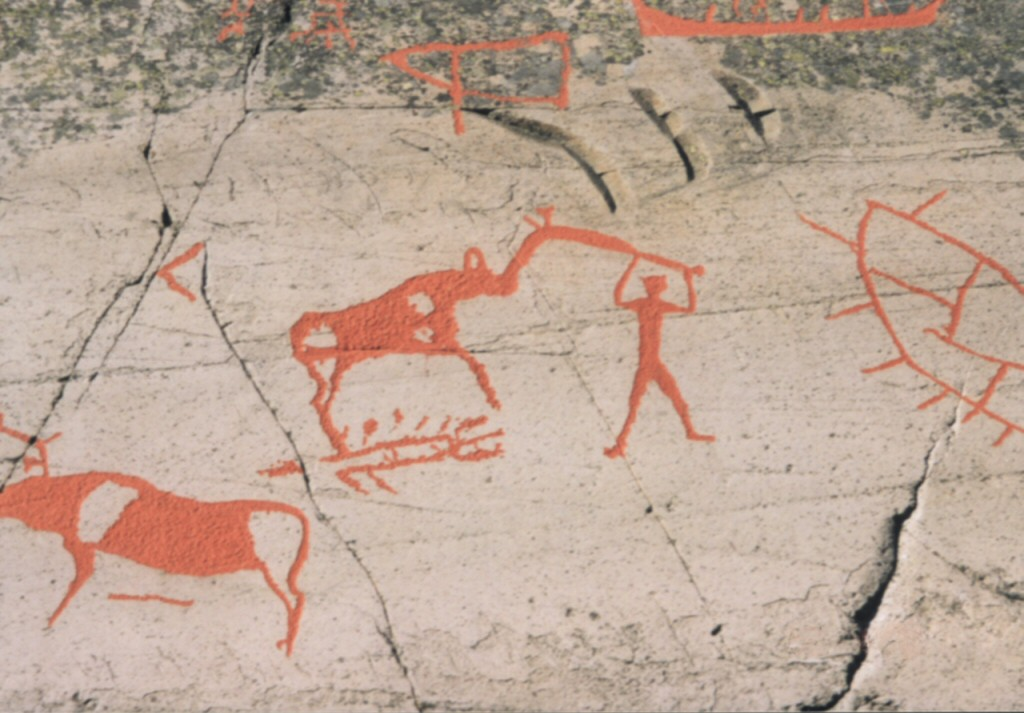